# 院庁下文
院庁下文（いんのちょうくだしぶみ）は、平安時代院政期に、院庁が発給した文書。院司が連署する下文の形式である。院宣よりも公的性が高いとされる。
律令によれば、政府の最終決定意思は、天皇が裁可した上で、詔勅または太政官符により表示することと規定されていた。しかし、平安後期に上皇が治天の君（事実上の統治者）として君臨し、政務を取り仕切る院政が開始すると、詔勅や太政官符に代わる、政治意思の表示方式を確立する必要が生じた。そこで、治天の政務機関として設置された院庁の発給する文書、すなわち院庁下文が、詔勅や太政官符と同等の効力を持つものとして取り扱われるようになった。
院宣は私的な文書としての性格が強く、即応性・柔軟性の高い文書だったのに対して、院庁下文は、詔勅・太政官符のように、重要事項について対応するための文書だった。